# 加利·利雲
加利·利雲（英語：Gary Lewin，1964年5月16日—），是一名英格蘭物理治療師。1980年至2008年期間，他曾為英格蘭超級足球聯賽球隊阿仙奴的首席物理治療師，現時為英格蘭國家足球隊物理治療師。

## 球員生涯
加利·利雲於16歲時，加入阿仙奴的青訓系統，場上的位置為門將。他曾被外借至班列特，為期一年。

## 阿仙奴職員生涯
19歲時，加利·利雲成為預備隊的物理治療師。1983年至1986年，他於蓋伊醫院訓練，並成為一位物理治療師。完成學位後，他在1986年成為阿仙奴一線隊的物理治療師。